# Phlogophora albovittata
Phlogophora albovittata är en fjärilsart som beskrevs av Moore 1867. Phlogophora albovittata ingår i släktet Phlogophora och familjen nattflyn. Inga underarter finns listade i Catalogue of Life.

## Bildgalleri

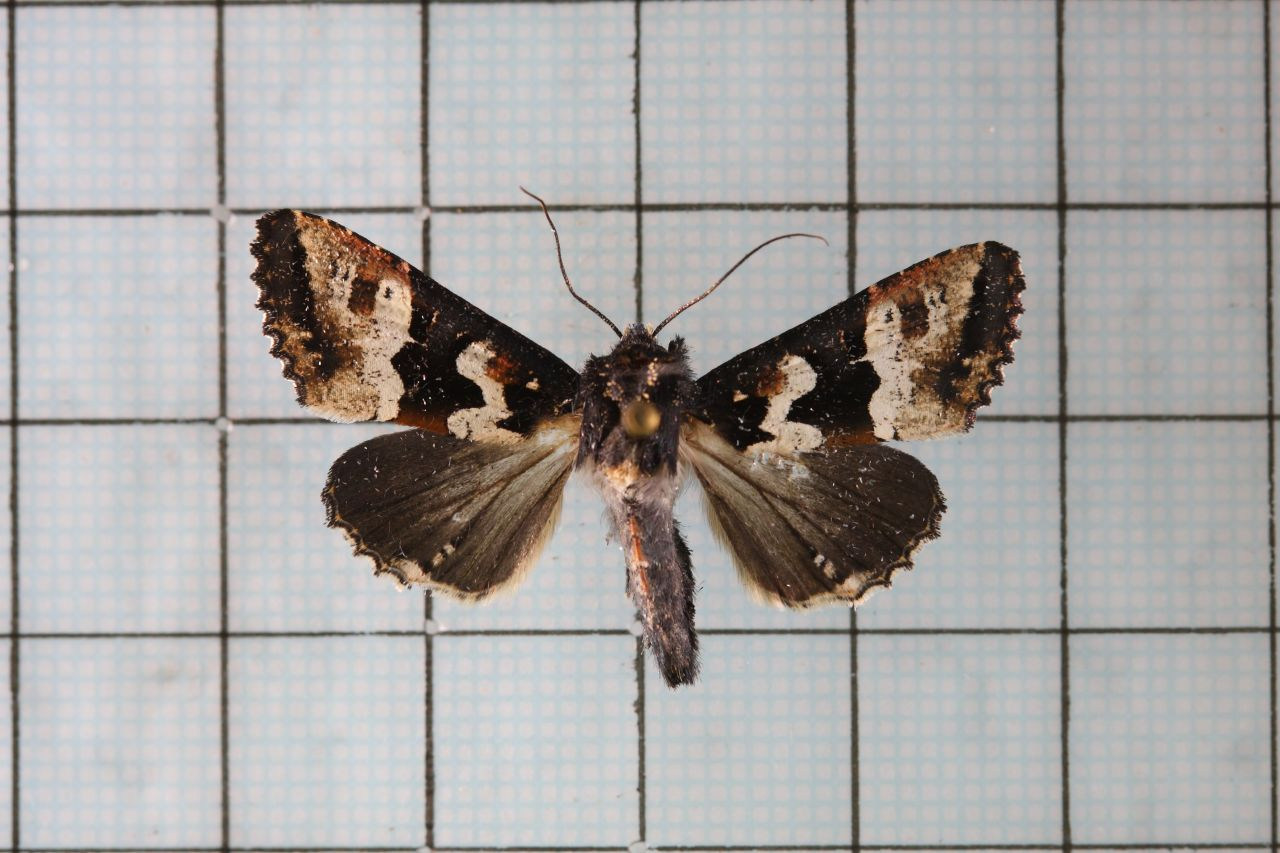
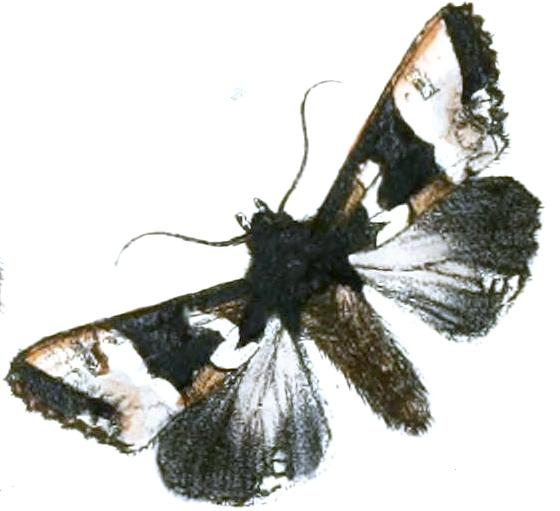
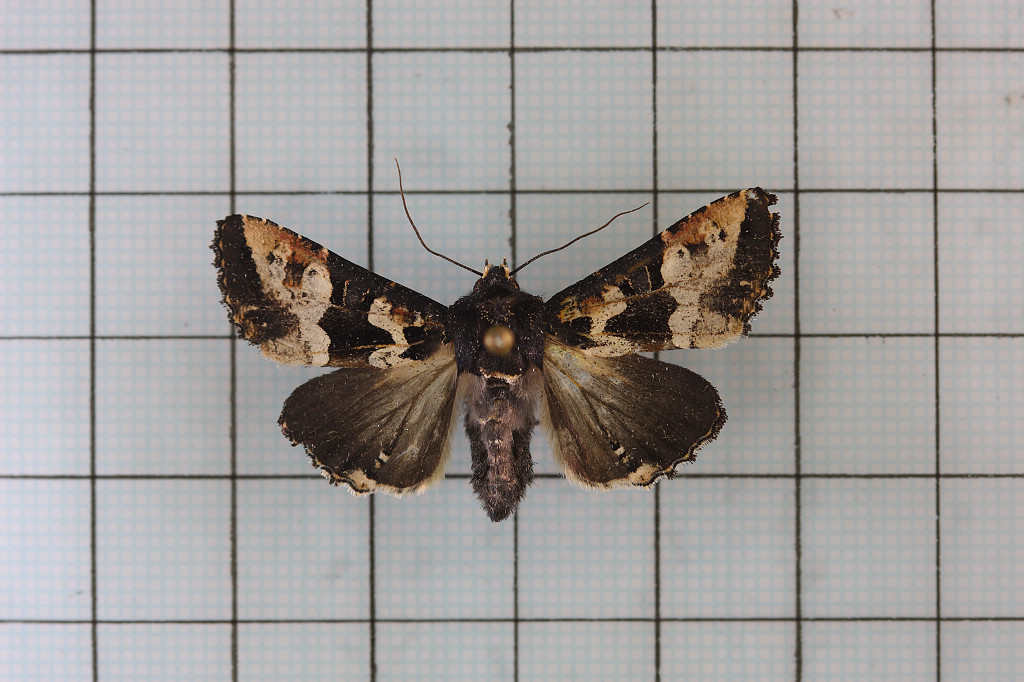
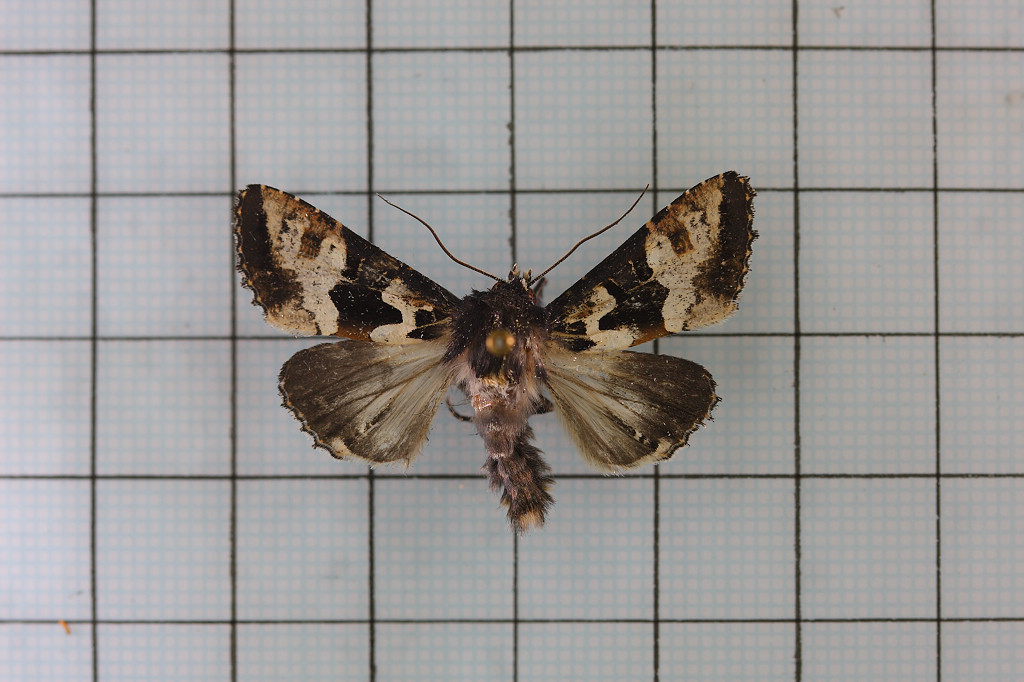
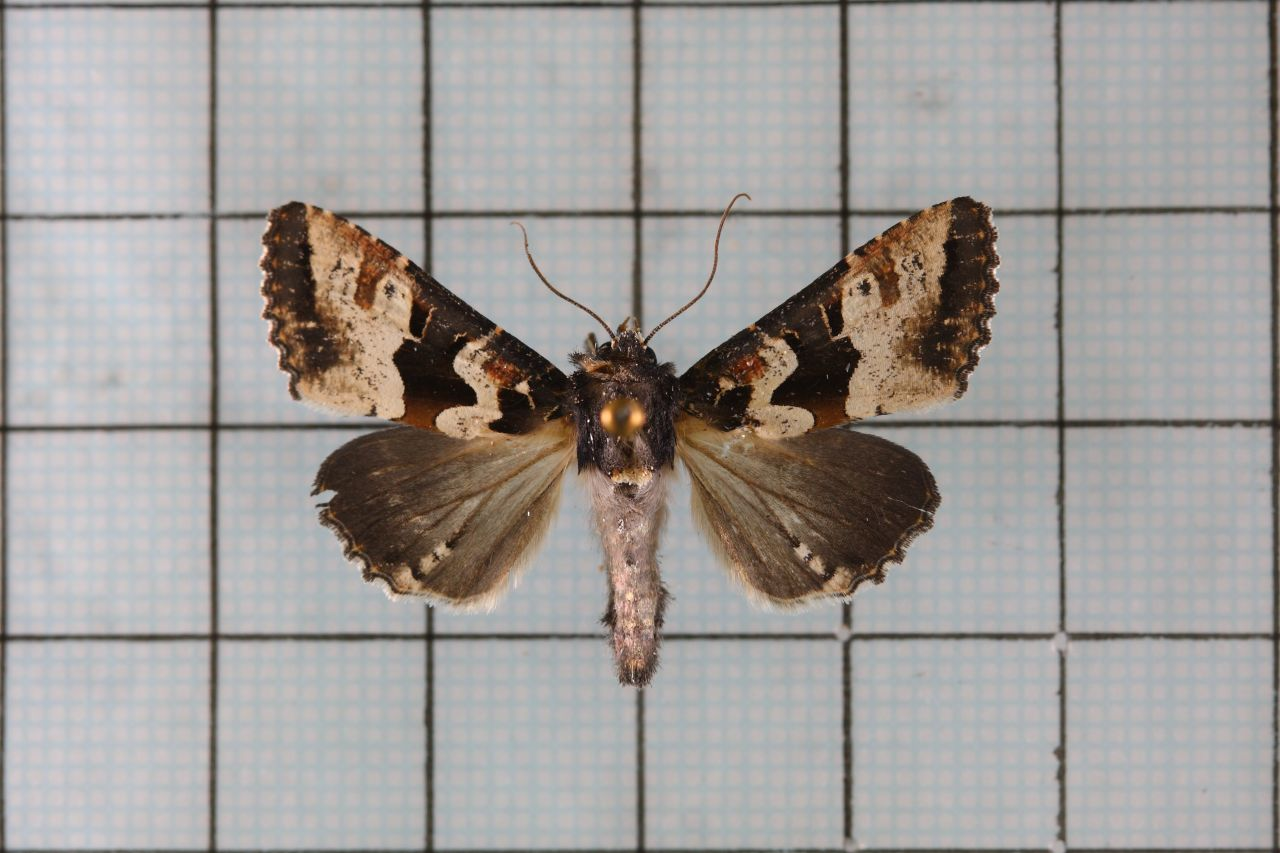